# 岔沟乡
岔沟乡，是中华人民共和国河北省承德市承德县下辖的一个乡镇级行政单位。

## 行政区划
岔沟乡下辖以下地区：
岔沟村、解营村、拐子沟村、大庙村、北房身沟村、老烧锅村、石槽沟村、双庙村、老豆房村、双柳树村、下院村、下局子村、白庙子村和致和堂村。